# Liste deutschsprachiger Architekturperiodika
Die Liste deutschsprachiger Architekturperiodika gibt einen Überblick über die Vielzahl der seit der Gründerzeit im deutschen Sprachraum erschienenen periodischen Publikationen zu Architektur und verwandten Gebieten.

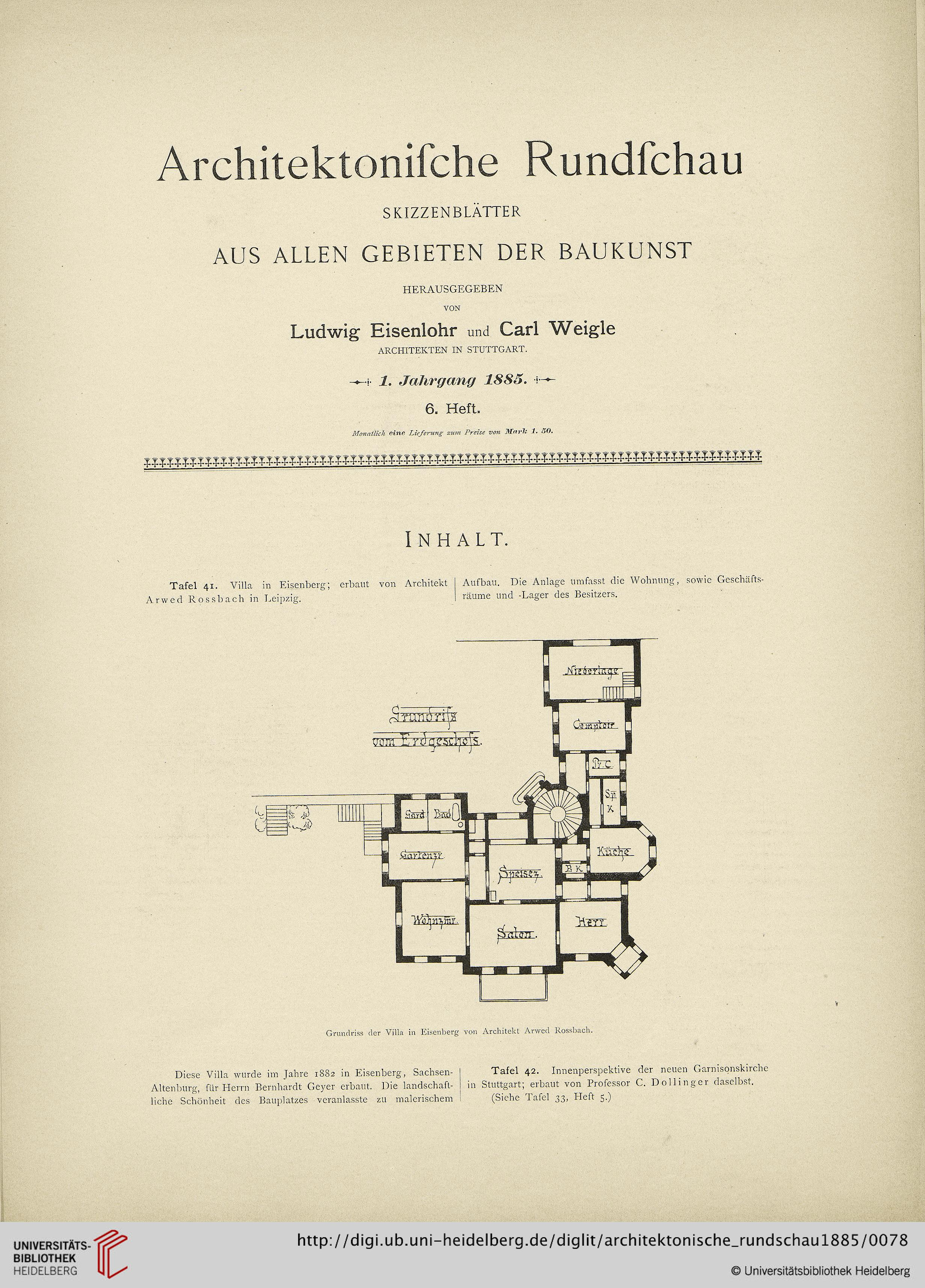
Architektonische Rundschau (1885)

Vorläufer waren Tafelwerke von Stahlstichen, die gegen Ende des 18. Jahrhunderts aufkamen und als Abonnement bezogen werden konnten. Der redaktionelle Teil beschränkte sich i. d. R. noch auf wenige Erläuterungen zu den Tafeln.
Um 1880 wurde es möglich, im Lichtdruck-Verfahren Fotografien abzudrucken, und es etablierten sich in der Folge bis zum Ersten Weltkrieg zahlreiche Formate mit regionalem bis internationalem Fokus. Inhaltlich befasste man sich bevorzugt mit großbürgerlichen Villen und staatlichen Repräsentationsbauten. Die Tafeln waren zunächst noch separat geheftet, zum redaktionellen Teil, der häufig Erörterungen ästhetisch-stilistischer Art enthielt, kam ein Anhang mit Anzeigen, Grundrissen und technischen Artikeln. Druck- und Papierqualität waren oft hervorragend.
Nach Beginn des Ersten Weltkriegs kam die zivile Bautätigkeit bald zum Erliegen; dies äußerte sich im stark gesenkten Umfang der Publikationen. Teilweise erschienen im weiteren Verlauf des Kriegs die neuen Ausgaben nur noch unregelmäßig (z. B. bei der Berliner Architekturwelt) oder in Doppelheften.
Zur Zeit der Weimarer Republik verschoben sich im Zuge der aufkeimenden Moderne die Themen auf Kleinhäuser und Siedlungsbau.
Der Zweite Weltkrieg bildete eine weitere Zäsur in der Entwicklung, es erschienen zunächst Notausgaben, viele Zeitschriften wurden nicht fortgeführt, andere Titel konsolidiert. Seit Ende der 1960er Jahre erschienen vereinzelt Fotostrecken mit Farbfotos, weitere Verbreitung fanden sie erst gegen Mitte der 1980er Jahre.

## Liste
Die Liste führt Titel, Untertitel, Erscheinungsjahre, Verlag und Ort sowie die Herausgeber von Zeitschriften und Mappenwerken aus den Themenbereichen Städtebau, Architektur, Innenarchitektur und Gartenarchitektur auf. Auch Marketingzeitschriften und Publikationen über Kunstgewerbe sind aufgeführt, soweit sie Artikel architektonischen Inhalts enthalten. Mittlerweile sind einige Zeitschriften auch in digitalisierter Form verfügbar.

| Titel                                                          | Untertitel | Hrsg. / Schriftleitung                                                                                  | Verlag | Verlagsort                             | von   | bis       | Bemerkungen |
| -------------------------------------------------------------- | --- | --- | --- | -------------------------------------- | ----- | --------- | --- |
| ac                                                             | Internationale Asbestzement – Revue | | Hans Girsberger später: Karl Krämer Verlag                                                                    | Zürich                                 | 1954  | 1985      | Fachmarketing-Publikation |
| Allgemeine Bauzeitung                                          | mit Abbildungen | Ludwig von Förster                                                                                      | R. v. Waldheim, Artistische Anstalt                                                                           | Wien                                   | 1835  | 1918      | Digitalisate |
| Allgemeine Bauzeitung                                          | | | Patzer Verlag                                                                                                 | Berlin, Hannover                       | 1929  |           | wöchentlich Link |
| Althaus modernisieren                                          | | Kurt Jeni                                                                                               | Fachschriften-Verlag                                                                                          | Fellbach                               | 1973  |           | zweimonatlich Link |
| Ambiente                                                       | Wohnen International später: Die Kunst zu leben | Beate Wedekind (ab 1991)                                                                                | Burda Verlag GmbH                                                                                             | Offenburg                              | 1980  | 1996      | 1997 aufgegangen in A&W ↑ |
| An Architektur                                                 | Produktion und Gebrauch gebauter Umwelt | Jesko Fezer (u. a.)                                                                                     | | Berlin                                 | 2002  | 2010      | halbjährlich Link |
| anthos                                                         | Zeitschrift für Freiraumgestaltung, Grün- und Landschaftsplanung | | Graf + Neuhaus AG, später: WEKA-Verlag                                                                        | Zürich                                 | 1962  |           | quartalsweise Link |
| Arch+                                                          | Studienhefte für Planungspraxis und Planungstheorie seit 1987: Zeitschrift für Architektur und Städtebau | Kollektiv, Nikolaus Kuhnert                                                                             | Archplus Verlag GmbH                                                                                          | Stuttgart später: Aachen               | 1968  |           | Link |
| Der Architekt                                                  | Wiener Monatshefte für Bauwesen und Dekorative Kunst | Dagobert Frey                                                                                           | Anton Schroll zeitweilig: Eduard Kosmack                                                                      | Wien                                   | 1895  | 1920      | Digitalisate |
| Der Architekt                                                  | Fachzeitschrift des Bundes Deutscher Architekten BDA | Bund Deutscher Architekten                                                                              | Vulkan-Verlag ab 1975: Forum-Verlag ab 2012: Handelsblatt Media                                               | Essen Stuttgart Hamburg                | 1952  |           | Link |
| Architekten- und Baumeister Zeitung                            | Illustrierte Zeitschrift für das gesamte Bauwesen, den baugeschäftlichen und Realitätenverkehr | | Mechitharisten-Buchdruckerei                                                                                  | Wien                                   | 1891  | 1913      | Digitalisate |
| Architektonische Charakterbilder                               | Eine Auswahl deutscher und fremder baukünstlerischer Werke unserer Zeit | Bruno Möhring                                                                                           | Carl Ebner | Stuttgart                              | 1900  | 1902      | Mappenwerk |
| Architektonische Hochbau-Muster-Hefte                          | Ausgewählte Vorlagen für Architekten, Bau-, Maurer- und Zimmermeister, technische Schulen, Studierende der Architektur | | Carl Scholtze                                                                                                 | Leipzig                                |       | 1902      | mindestens zehn Ausgaben nachgewiesen Digitalisate |
| Architektonische Monatshefte                                   | Neubauten und Concurrenzen | | Friedrich Wolfrum                                                                                             | Wien / Leipzig                         | 1894  | 1902      | ab 1903 vereinigt mit Architektonische Rundschau ↑ Digitalisate |
| Architektonische Rundschau                                     | Skizzenblätter aus allen Gebieten der Baukunst | Ludwig Eisenlohr und Carl Weigle                                                                        | Engelhorn ab 1910: Paul Neff                                                                                  | Stuttgart Esslingen                    | 1884  | 1915      | ab 32. Jahrgang 1915 fortgeführt als Wasmuths Monatshefte für Baukunst Digitalisate                                                                                                  |
| Architektonisches Skizzenbuch                                  | Eine Sammlung von Landhäusern, Villen, ländlichen Gebäuden, Gartenhäusern, Gartenverzierungen, Gittern, Erkern, Balkons, Blumenfenstern, Brunnen, Springbrunnen, Hofgebäuden, Einfassungsmauern, Candelabern, Grabmonumenten und andern kleinen Baulichkeiten, welche zur Verschönerung baulicher Anlagen dienen, und in Berlin, Potsdam, und an anderen Orten ausgeführt sind (mit Details)                                                            | | Ernst & Korn                                                                                                  | Berlin                                 | 1852  | 1886      | Mappenwerk Digitalisate |
| Architektonische Studien                                       | | Skjøld Neckelmann                                                                                       | K. Wittwer / lith. Anstalt G. Hopphan                                                                         | Stuttgart                              | 1881  | 1891      | Digitalisate |
| Architektonische Studien-Blätter                               | Photographische Original-Aufnahmen nach der Natur | Fotograf Hermann Rückwardt, ausgewählt von Hermann Ende                                                 | | Berlin                                 | 1885  |           | Mappenwerk Digitalisate |
| Architectura                                                   | Zeitschrift für Geschichte der Baukunst | Heinrich Klotz                                                                                          | Deutscher Kunstverlag                                                                                         | Berlin und München                     | 1971  | 2020      | halbjährlich Link |
| architektur.aktuell                                            | Informationsorgan über Bautechnik und Wohnkultur | Ossi Schmid, Liesbeth Waechter-Böhm, Matthias Boeckl                                                    | Springer | Wien                                   | 1967  |           | vierteljährlich Link |
| Architekturstudien                                             | Aufnahmen und Entwürfe | Akademischer Architektenverein                                                                          | | München                                | 1908  | 1930      | Mappenwerk |
| Architektur & Wirtschaft                                       | | | Verlag für Wirtschaft, Architektur und Touristik                                                              | Wiesbaden                              | 1982  | 1996      | |
| Architektur-Konkurrenzen                                       | | Hermann Scheurembrandt                                                                                  | Ernst Wasmuth Verlag                                                                                          | Berlin                                 | 1905  | 1911      | 1911 aufgegangen in Deutsche Konkurrenzen ↑ |
| Arconis                                                        | Wissen zum Planen und Bauen und zum Baumarkt | | IRB Verlag |                                        | 1996  | 2005      | 2005 aufgegangen in Der Bausachverständige |
| Architektur + Wettbewerbe                                      | | | Karl Krämer Verlag                                                                                            | Stuttgart                              | 1939  | 2008      | vierteljährlich Link |
| A&W Architektur & Wohnen                                       | | Christa von Hantelmann, Jörn Kengelbach (ab Mai 2017)                                                   | Jahreszeiten Verlag                                                                                           | Hamburg                                | 1968  |           | zweimonatlich Link |
| Architektur und kultiviertes Wohnen                            | | Christa von Hantelmann                                                                                  | Jahreszeiten Verlag                                                                                           | Hamburg                                | 1959  | 1968      | unregelmäßig als Sonderheft von Film und Frau, nach 1970: A&W Architektur & Wohnen ↑ Digitalisate                                                                                    |
| Architektur und Wohnform                                       | | | Alexander Koch                                                                                                | Stuttgart                              | 1946  | 1979      | vor 1945: Innendekoration ↑, nach 1971: Architektur und Wohnwelt |
| Die Architektur der Alten und Neuen Zeit                       | Zwanglose Hefte für die Baupraxis und für das Studium der Baukunst, mit den hervorragendsten Beispielen alter und moderner ausgeführter Bauten | Hermann Schütte (Architekt, Oberlehrer an der Baugewerkschule Hildesheim)                               | Otto Baumgärtel                                                                                               | Berlin                                 | 1904  |           | Link |
| Architektur der DDR                                            | | Deutsche Bauakademie und BdA                                                                            | Verlag für Bauwesen                                                                                           | Berlin                                 | 1952  | 1991      | bis 1974: Deutsche Architektur, ab 1990: Architektur Sammlung von 430 digitalisierten Einzelheften                                                                                   |
| Architektur der Gegenwart                                      | Übersicht der hervorragendsten Bauausführungen der Neuzeit | Hugo Licht                                                                                              | Ernst Wasmuth                                                                                                 | Berlin                                 | 1890  | 1900      | Mappenwerk Digitalisate |
| Architektur der Neuzeit                                        | Eine ausgewählte Sammlung moderner Façaden und Details | Hermann Rückwardt                                                                                       | Kanter & Mohr                                                                                                 | Berlin                                 | 1894  |           | Mappenwerk |
| Die Architektur des XX. Jahrhunderts                           | Zeitschrift für moderne Baukunst | Hugo Licht                                                                                              | Ernst Wasmuth                                                                                                 | Berlin                                 | 1900  | 1914      | Mappenwerk Digitalisate |
| Architektur und Schaufenster                                   | | | L. Schottländer &. Co.                                                                                        | Berlin                                 | 1928  | 1933      | |
| Architura                                                      | Magazin für Architektur, Garten und Lebensart | Birgit Franke                                                                                           | Aufwind GmbH                                                                                                  | Bergisch Gladbach                      | 2017  |           | halbjährlich Digitalisate |
| ark                                                            | Architektur Raum Konstruktion | Sto | | Stühlingen                             | 2003  |           | Fachmarketing-Publikation, halbjährlich Link |
| Atrium                                                         | Magazin für Wohnkultur, Design und Architektur | | Archithema Verlag                                                                                             | Schlieren                              | 1988  |           | zweimonatlich Link |
| Der Aufbau                                                     | Fachschrift für Planen, Bauen und Wohnen | Stadtbauamt Wien                                                                                        | Verlag Jugend & Volk                                                                                          | Wien                                   | 1946  | 1988      | |
| Bauamt und Gemeindebau                                         | Zentralblatt für Bauverwaltungen und öffentliches Bauwesen vereinigt mit den Baurechtlichen Mitteilungen | | Curt R. Vinzenz                                                                                               | Hannover                               | 1918  | 1972      | vor 1972 aufgegangen in Die Bauverwaltung ↑ |
| Bauart                                                         | Architektur und Kultur inspiriert durch Heimat | Claudia Karrer                                                                                          | Bauart Verlag GBR                                                                                             | Allensbach                             | 2016  |           | Jahrbuch Fachmarketing-Publikation Link |
| Der Bauberater                                                 | Werkblatt des BLfH | Bayerischer Landesverein für Heimatpflege                                                               | | München                                | 1935  |           | Link |
| Bau, Garten und Stube                                          | Monatsschrift für Architektur, Wohnkultur und Kunst | | Harwalik | Graz                                   | 1932  | 1937      | Digitalisate |
| Bauen in Beton                                                 | Zeitschrift für Architektur, Internationale Beispiele für zeitgemäßes Bauen in Beton | Klaus Kinold                                                                                            | | München                                | 1986  | 2011      | Jahrbuch Fachmarketing-Publikation |
| Bauen Siedeln Wohnen                                           | Offizielles Organ der Deutschen Arbeitsfront für Wohnungs- und Siedlungsbau und für die Bestrebungen der DAF auf dem Gebiete der Baukultur | Bauamt der DAF                                                                                          | Verlag der Deutschen Arbeitsfront                                                                             | Berlin                                 | 1920  | 1945      | Titel-Verlauf: Soziale Bauwirtschaft (1920–1932), Bauen, Siedeln, Wohnen (1932–1940), Der Soziale Wohnungsbau in Deutschland (1941–1942), Der Wohnungsbau in Deutschland (1943–1945) |
| Bauen und Fertighaus                                           | Die Zeitschrift für Bauherren u. Fertighausinteressenten | | Fachschriften-Verlag                                                                                          | Fellbach, Stuttgart                    | 1963  | 1993      | bis 1968 als Fertig Bauen, zweimonatlich |
| Bauen und Wohnen                                               | Zeitschrift für die Gestaltung und Technik von Bau, Raum und Gerät | Adolf Pfau                                                                                              | Otto Maier | Ravensburg                             | 1946  | 1981      | 1980 mit der schweizerischen Zeitschrift Werk fusioniert, seitdem unter dem Titel Werk, Bauen und Wohnen Link                                                                        |
| Die Baugewerbe                                                 | Zeitschrift für Architekten, Bauunternehmer, Bauherrn, Maurer, Zimmerleute, Steinmetzen, Dachdecker usw. | Franz Fink                                                                                              | Wilhelm Beyerle Verlag                                                                                        | Darmstadt                              | 1865  |           | |
| Bauforum                                                       | Fachinformationen für Bauentscheidungsträger | | Forum-Verlag                                                                                                  | Stuttgart                              | 1984  | 1996      | |
| Die Baugilde                                                   | Zeitschrift des Bundes Deutscher Architekten (BDA) | BDA, später: Fachverband für Baukunst in der RdBK                                                       | Otto Stollberg & Co.                                                                                          | Berlin                                 | 1920  | 1941      | Fortsetzung von Mitteilungen des Bundes Deutscher Architekten (1919/1920) |
| Baugewerks-Zeitung                                             | Organ der Baugewerksmeister, Bauunternehmer, Architekten und Bauingenieure | Bernhard Felisch                                                                                        | Verlag der Baugewerkszeitung                                                                                  | Berlin                                 | 1869  | 1934      | |
| Der Bauingenieur                                               | Zeitschrift für das gesamte Bauwesen | Ferdinand Schleicher, Konrad Sattler                                                                    | Springer | Berlin / Göttingen / Heidelberg        | 1925  |           | mindestens bis 1971 |
| Baukultur                                                      | | Paulgerd Jesberg, Gerd de Bruyn                                                                         | ehv Architekten- und Ingenieur-Verlag ab 1987: Philippka Verlag                                               | Niedernhausen Münster                  | 1979  | 2000      | zweimonatlich aufgegangen in Das Bauzentrum ↑ Link |
| baukunst und werkform                                          | Eine Monatsschrift für alle Gebiete der Gestaltung | Ulrich Conrads, Joseph E. Drexel, Heinrich G. Merkel (begründet von Alfons Leitl)                       | Lambert Schneider (bis 1950) Verlag der Frankfurter Hefte (bis 1953) Verlag Nürnberger Presse GmbH (bis 1962) | Heidelberg Frankfurt am Main Nürnberg  | 1947  | 1962      | 1953 vereinigt mit der Zeitschrift Die Neue Stadt ↑, 1962 vereinigt mit db Deutsche Bauzeitung ↑                                                                                     |
| Die Baukunst                                                   | | Richard Borrmann, Richard Graul                                                                         | W. Spemann | Berlin / Stuttgart                     | 1897? | 1906?     | anscheinend Mappenwerk mit nur unregelmäßiger Erscheinungsweise |
| Baukunst                                                       | | Bernhard Borst                                                                                          | Verlag der Baukunst                                                                                           | München                                | 1925  | 1931      | |
| Der Baumarkt                                                   | Zeitschrift für das gesamte Bauwesen | Hugo Dammmüller                                                                                         | | Dresden                                | 1913  |           | Beiblatt Wohnungsfürsorge |
| Der Baumeister                                                 | Monatshefte für Architektur und Baupraxis | | Georg D. W. Callwey                                                                                           | München                                | 1903  |           | Link |
| Baumeister-Zeitung                                             | Fachorgan des Baden-Württembergischen Baumeisterbundes e. V. | | | Stuttgart                              |       | 1961      | |
| Bauplanung-Bautechnik                                          | Wissenschaftlich-technische Zeitschrift für das Ingenieurbauwesen | | Verlag für Bauwesen                                                                                           | Berlin                                 | 1947  | 1991      | |
| Baupraxis                                                      | Fachzeitschrift für Organisation, Maschinen, Geräte u. Arbeitsgeräte im Hoch-, Tief- u. Straßenbau | Helmut Dickmann                                                                                         | Konradin | Stuttgart                              | 1957  | 1983      | |
| Baurundschau                                                   | Das umfassende Fachblatt für die Bau-Industrie später: Zeitschrift für Bau- und Wohnwesen, Baukunst, Städtebau und Landesplanung | Konrad Hanf, Rolf Spörhase                                                                              | Mölich | Hamburg                                | 1910  | 1973      | |
| Bausubstanz                                                    | Zeitschrift für nachhaltiges Bauen, Bauwerkserhaltung und Denkmalpflege | Wissenschaftlich-Technische Arbeitsgemeinschaft für Bauwerkserhaltung und Denkmalpflege                 | Fraunhofer IRB Verlag                                                                                         |                                        | 2010  |           | zweimonatlich Link |
| Die Bautechnik                                                 | Fachschrift für das gesamte Bauingenieurwesen | August Laskus, Erich Lohmeyer, Robert von Halász, Gebhard Hees                                          | Wilhelm Ernst & Sohn                                                                                          | Berlin                                 | 1923  |           | 1928–1951 mit der Beilage Der Stahlbau Digitalisate |
| Bautechnische Zeitschrift                                      | Illustrierte Wochenschrift über Fortschritte im Bauwesen | | Georg D. W. Callwey                                                                                           | München                                | 1885  |           | bis mindestens 1909 |
| Die Bau- und Werkkunst                                         | Monatsschrift für alle Gebiete der Architektur und Angewandten Kunst | Zentralvereinigung der Architekten Österreichs                                                          | Krystall Verlag später: R. Piper & Co.                                                                        | Wien München                           | 1923  |           | |
| Die Bauverwaltung                                              | Zeitschrift für behördliches Bauwesen | | Werner Verlag                                                                                                 | Düsseldorf                             | 1951  | 1997      | aufgegangen in Bundesbaublatt |
| Bauwarte                                                       | Zeitschrift für Baukunst und Bauwirtschaft | | Balduin Pick                                                                                                  | Köln                                   | 1925  |           | später vereinigt mit Südwestdeutsche Bauzeitung ↑ Digitalisate |
| Bauwelt                                                        | Zeitschrift für das gesamte Bauwesen | | Bauverlag BV GmbH                                                                                             | Berlin                                 | 1908  |           | mit Stadtbauwelt Link |
| Das Bauwerk                                                    | Fachblatt des Deutschen Baugewerksbundes | Deutscher Baugewerksbund                                                                                | Nikolaus Bernhard                                                                                             | Berlin                                 | 1927  |           | |
| Das Bauwerk                                                    | Zeitschrift für das deutsche Bauhandwerk | | Verlag „Die Wirtschaft“                                                                                       | Berlin                                 | 1947  |           | |
| Bauwettbewerbe                                                 | | Emil Deines                                                                                             | | Karlsruhe                              | 1928  | 1930      | |
| Bauzeitschrift                                                 | Wohnen, arbeiten, sich erholen | Otto Renner                                                                                             | Saarländische Verlagsanstalt                                                                                  | Saarbrücken                            | 1947  |           | |
| Bauzeitung                                                     | Fachzeitschrift für Wohnungsbau, Tiefbau, ländliches Bauwesen später: Fachzeitschrift für komplexen Wohnungsbau, kommunalen Tiefbau, ländliches Bauen | (DDR-)Ministerium für Bauwesen                                                                          | Verlag für Bauwesen                                                                                           | Berlin                                 | 1946  | 1991      | |
| Bauzeitung für Württemberg, Baden, Hessen, Elsass-Lothringen   | Wochenschrift für Architektur und das gesamte Baugewerbe | | Bauzeitungs-Verlag Karl Schuler                                                                               | Stuttgart                              | 1903  | 1919      | ab 1919: Süd- und Mitteldeutsche Bauzeitung Digitalisate |
| Die Bauzeitung                                                 | | H. P. Eckart                                                                                            | Deutscher Fachzeitschriften- und Fachbuch-Verlag                                                              | Stuttgart                              | 1919  | 1959      | ab 1890?; darin aufgegangen: Süddeutsche Bauzeitung ↑, Mitteldeutsche Bauzeitung, Süddeutsche Baugewerks-Zeitung, Deutscher Bauten-Nachweis                                          |
| Das Bauzentrum                                                 | Fachzeitschrift für Architekten und Bauingenieure | | Verlag Das Beispiel                                                                                           | Darmstadt                              | 1952  | 2002      | 2001 mit Baukultur↑ vereinigt |
| Bauzentrum E-Bau                                               | Energiebewußtes Bauen. Fachzeitschrift für Architekten und Bauingenieure | Günther Müller                                                                                          | Meinders & Elstermann Verlag                                                                                  | Belm                                   | 2005  |           | Erscheinung zweimonatlich Link |
| Berliner Architekturwelt                                       | Baukunst, Malerei, Plastik und Kunstgewerbe der Gegenwart | Hans Schliepmann                                                                                        | Ernst Wasmuth                                                                                                 | Berlin                                 | 1898  | 1919      | 1920 vereinigt mit Wasmuths Monatshefte für Baukunst Digitalisate |
| Besser wohnen                                                  | Schriften für Möbelkultur und Wohngestaltung | | Dr. Cantz’sche Verlagsgesellschaft                                                                            | Stuttgart-Bad Cannstatt                | 1953  | 1972      | Erscheinung quartalsweise |
| betonprisma                                                    | Beiträge zur Architektur | Michael Buchmann                                                                                        | InformationsZentrum Beton GmbH                                                                                | Düsseldorf                             | 1964  |           | Fachmarketing-Publikation, Erscheinung halbjährlich Link |
| Blätter für Architektur und Kunsthandwerk                      | | Paul Graef                                                                                              | Max Spielmeyer                                                                                                | Berlin                                 | 1887  | 1917      | Mappenwerk, mit Beiblatt Anzeiger für Architektur und Kunsthandwerk Digitalisate |
| Das Bürohaus                                                   | Eine Sammlung von Verwaltungs-Gebäuden für Behörden, für Handel und Industrie | Wilhelm Franz                                                                                           | J. M. Gebhardt                                                                                                | Leipzig                                | 1924  | 1929      | 3 Ausgaben, keine regelmäßige Erscheinungsweise (eigentlich kein Periodikum) Digitalisat (3 Hefte in 1 Bd.)                                                                          |
| Die christliche Kunst                                          | Monatsschrift für alle Gebiete der christlichen Kunst und der Kunstwissenschaft sowie für das gesamte Kunstleben | Sebastian Staudhamer, Georg Lill                                                                        | Gesellschaft für christliche Kunst mbH                                                                        | München                                | 1904  | 1937      | Digitalisate |
| Cube                                                           | Das Magazin für Architektur, modernes Wohnen und Lebensart im Ruhrgebiet | Gerrit Menke, Folker Willenberg                                                                         | b1 communication GmbH                                                                                         | Düsseldorf                             | 2010  |           | Erscheinung quartalsweise Link |
| D-Extrakt                                                      | | Informationsdienst für Neuzeitliches Bauen                                                              | Will und Rothe                                                                                                | Mainz                                  | 1969  | 1998      | Erscheinung halbjährlich |
| Daidalos                                                       | Architektur Kunst Kultur | bis 1992 Ulrich Conrads, seitdem Gerrit Confurius                                                       | Bertelsmann Fachzeitschriften GmbH                                                                            | Gütersloh                              | 1981  | 2000      | |
| dérive                                                         | Zeitschrift für Stadtforschung | dérive – Verein für Stadtforschung                                                                      | | Wien                                   | 2000  |           | Erscheinung quartalsweise Link |
| Detail                                                         | Zeitschrift für Architektur und Baudetail | | Institut für internationale Architektur-Dokumentation GmbH & Co. KG                                           | München                                | 1960  |           | Link |
| Der deutsche Baumeister                                        | Zeitschrift der Fachgruppe Bauwesen e. V. im NS-Bund Deutscher Technik und Mitteilungen des Generalbevollmächtigten für die Regelung der Bauwirtschaft | Eduard Schönleben                                                                                       | Fachgruppe Bauwesen                                                                                           | Berlin                                 | 1939  | 1943      | |
| Der Deutsche Baumeister BDB                                    | Organ des Bundes Deutscher Baumeister e. V. (BDB) | | Baumeister- und Ingenieur-Verlagsgesellschaft                                                                 | Stuttgart                              | 1951  | 1974      | aufgegangen in db Deutsche Bauzeitung ↑ |
| db Deutsche Bauzeitung                                         | Wochenschrift für nationale Baugestaltung, Bautechnik, Raumordnung und Städtebau, Bauwirtschaft, Baurecht (u. a.) | Erich Blunck, Heinrich de Fries, …                                                                      | Konradin Verlag                                                                                               | Leinfelden-Echterdingen                | 1867  |           | seit 1945 monatlich; 1959 vereinigt mit Die Bauzeitung ↑, 1962 vereinigt mit Baukunst und Werkform ↑, 1975 vereinigt mit Der Deutsche Baumeister BDB ↑ Link Digitalisate             |
| DBZ – Deutsche Bauzeitschrift                                  | Fachblatt für Entwurf und Ausführung | Martin Mittag, Hanns Frommhold                                                                          | C. Bertelsmann Verlag                                                                                         | Gütersloh                              | 1953  |           | Link |
| Deutscher Baumeister                                           | Zeitschrift des Reichsverbandes Deutscher Baumeister und Absolventen Höherer Technischer Lehranstalten | | | Frankfurt am Main                      | 1928  | 1936      | bis 1931: Bundeszeitung des Deutschen Bauschulbundes BDB Chronik |
| Deutsche Baugewerbe-Zeitung                                    | | Hans Blüthgen, Kurt Langer, Bernhard Langenbeck                                                         | Paul Steinke                                                                                                  | Breslau, Leipzig?                      | 1902  |           | zweiwöchentlich; 1936 vereinigt mit Ostdeutsche Bau-Zeitung ↑ |
| Deutsches Baugewerks-Blatt                                     | Wochenschrift für die Interessen des praktischen Baugewerks | O. Ostmann                                                                                              | Julius Engelmann später?: Allgemeine Deutsche Verlagsanstalt                                                  | Berlin                                 | 1882  | 1899      | als Neue Folge Fortsetzung von J. A. Romberg’s praktische Zeitschrift für Baukunst Digitalisate                                                                                      |
| Deutsche Bauhütte                                              | Zeitschrift und Anzeiger für alle Zweige praktischer Baukunst auch: Zentralblatt für die deutsche Bauwirtschaft | Curt R. Vincentz                                                                                        | Hannoversche Verlagsanstalt Vincentz                                                                          | Hannover                               | 1890  | 1942      | Digitalisate |
| Deutsche Baukunst Der Bauzeichner                              | Bautechnische Zeitschrift für Architekten, Baumeister und Baugeschäfte | | Charles Coleman                                                                                               | Lübeck                                 | 1901  | 1914      | |
| Deutsche Baukunst                                              | | | Kulturverlag Fecht                                                                                            | Stuttgart                              | 1930  |           | |
| Das Deutsche Haus                                              | | Paul Schmohl und Georg Staehelin                                                                        | Konrad Wittwer                                                                                                | Stuttgart                              | 1909  | 1914      | Mappenwerk Digitalisate |
| Deutsche Konkurrenzen                                          | Eine Sammlung interessanter Entwürfe aus den Wettbewerben deutscher Architekten | Albert Neumeister                                                                                       | E. A. Seemann & Co.                                                                                           | Leipzig                                |       |           | 1911 vereinigt mit Architektur-Konkurrenzen ↑ Digitalisate |
| Deutsche Kunst und Dekoration                                  | Illustrierte Monatshefte für Moderne Malerei, Plastik, Architektur, Wohnungs-Kunst | Alexander Koch                                                                                          | Alexander Koch                                                                                                | Darmstadt                              | 1897  | 1932      | Digitalisate |
| Das Deutsche Landhaus                                          | Monatsschrift für Heimkultur | | Verlag „Das Deutsche Landhaus“                                                                                | (Berlin-)Charlottenburg                | 1906  | 1906      | |
| Deutsches Baugewerks-Blatt                                     | Wochenschrift für die Interessen des praktischen Baugewerks | | | Berlin                                 | 1840  | 1899      | Digitalisate |
| Deutsches Bauwesen                                             | Zeitschrift des Verbandes Deutscher Architekten- und Ingenieur-Vereine | Heinrich Metzger, Philipp Nitze, Rudolf Schmick                                                         | Ullstein | Berlin                                 | 1925  | 1933      | |
| DLW-Nachrichten                                                | Zeitschrift für Architektur und Innenausbau | Heinz W. Krewinkel                                                                                      | Deutsche Linoleum-Werke                                                                                       | Bietigheim                             | 1936  | 1985      | Fachmarketing-Publikation, halbjährlich, später jährlich |
| Domicil                                                        | Magazin für mediterrane Lebensart | | Burda Senator Verlag                                                                                          | Offenburg                              | 2005  | 2015      | Fachmarketing-Publikation, halbjährlich |
| domus                                                          | | Gio Ponti, Alessandro Mendini, Mario Bellini, Stefano Boeri                                             | Ahead Media                                                                                                   | Berlin                                 | 1928  |           | dt. Ausgabe seit 2013 Link |
| Einfache Neubauten                                             | Eine Sammlung von Villen, Wohnhäusern, Einfamilienhäusern etc. in einfacher moderner Ausführung von bedeutenden Architekten. | Wilhelm Kick                                                                                            | C. Liebich | Stuttgart                              | 1895  |           | Mappenwerk |
| Falstaff Living Residences                                     | Internationale Zeitschrift für Interieur und Architektur | Angelika Rosam, Wolfgang M. Rosam                                                                       | Falstaff Living Verlags GmbH                                                                                  | Wien                                   | 2022  |           | halbjährlich Link |
| Die Form                                                       | Zeitschrift für gestaltende Arbeit | | Verlag Hermann Reckendorf                                                                                     | Berlin                                 | 1925  |           | |
| Forum                                                          | Zeitschrift für Architektur, freie und angewandte Kunst, Offizielles Organ der Kunstsektion der 'Ungarischen Gesellschaft für Wissenschaft, Literatur und Kunst in der CSR', des 'Kunstvereines’ in Bratislava und des 'Deutsch-Mährischen Kunstgewerbebundes’ in Brünn | | | Brünn                                  | 1930  | 1937      | |
| Forum Stadt                                                    | Vierteljahreszeitschrift für Stadtgeschichte, Stadtsoziologie, Denkmalpflege und Stadtentwicklung | Netzwerk historischer Städte e. V.                                                                      | | Esslingen am Neckar                    | 1974  |           | bis 2010: Die alte Stadt Link |
| Die Gartenkunst                                                | Zeitschrift für Gartenkunst und verwandte Gebiete | Deutsche Gesellschaft für Gartenkunst und Landschaftskultur Carl Heicke (bis 1911), Reinhold Hoemann    | Gebrüder Borntraeger Verlagsbuchhandlung                                                                      | Berlin                                 | 1899  | 1944      | seit 1948 als Garten + Landschaft↑ Digitalisate |
| Die Gartenkunst                                                | Zeitschrift für Gartenkunst und verwandte Gebiete | Claus Reisinger, Ferdinand Werner, Dieter Hennebo                                                       | Wernersche Verlagsgesellschaft                                                                                | Worms                                  | 1989  |           | Link |
| Die Gartenschönheit                                            | Eine Monatsschrift mit Bildern für den Garten- und Blumenfreund, Liebhaber und Fachmann | Karl Foerster, Oskar Kühl, Camillo Schneider                                                            | Verlag der „Gartenschönheit“ (Dr. Rudolf Georgi)                                                              | Berlin später: Aachen                  | 1920  | 1964      | 1942–1945 unter dem Titel Gartenbau im Reich |
| Garten + Landschaft                                            | Fachzeitschrift für Landschaftsarchitektur. | Alfred Reich (bis 1949), Theresa Ramisch                                                                | Georg D. W. Callwey                                                                                           | München                                | 1948  |           | Link |
| Glas                                                           | Architektur und Technik | Fachvereinigung Flachglasindustrie                                                                      | Deutsche Verlags-Anstalt                                                                                      | Stuttgart                              | 1995  | 2011      | Fachmarketing-Publikation |
| glasforum                                                      | Freie und unabhängige Zeitschrift für Architektur, Bautechnik, Raumgestaltung und Kunst | | Karl Hofmann GmbH & Co.                                                                                       | Schorndorf                             | 1950  | 2001      | Fachmarketing-Publikation |
| Handwerkskunst im Holzgewerbe                                  | Monatsschrift für berufliche Fortbildung | Zentralverband christlicher Holzarbeiter                                                                | Balduin Pick                                                                                                  | Köln                                   | 1925  | 1933      | |
| HÄUSER                                                         | Architektur, Design, Kunst, Garten später: Magazin für Architektur und Design | Josef Kremerskothen, Anne Zuber (seit 2014)                                                             | Gruner + Jahr                                                                                                 | Hamburg                                | 1979  |           | bis 1982 halbjährlich, 1983–1989 vierteljährlich, ab 1990 zweimonatlich Link |
| halten                                                         | Beiträge zum neueren Bauerbe | | Geymüller Verlag für Architektur                                                                              | Aachen                                 | 2019  |           | halbjährlich Link |
| Das Haus                                                       | | Folkert Siemens                                                                                         | Hubert Burda Media                                                                                            | München                                | 1949  |           | Link |
| Hausrat                                                        | Eine Monatsschrift. Die Kunst im Heim für Jedermann. | Erich Leyser                                                                                            | Konrad Hanf                                                                                                   | Hamburg                                | 1920  |           | min. -1921 |
| Haus und Heim                                                  | Illustrierte Monatshefte für Architektur und verwandte Gebiete | Wilhelm Nowack unter Mitwirkung des Bundes Deutscher Architekten                                        | Degener & Co.                                                                                                 | Leipzig                                | 1907  | 1915      | |
| Heim und Herd                                                  | Nachrichtenblatt der Bausparkasse | Deutsche Bau- und Siedlungsgemeinschaft                                                                 | | Darmstadt                              | 1924  | 1939      | |
| Heraklith-Rundschau                                            | | Deutsche Heraklith AG                                                                                   | Karl Thiemig                                                                                                  |                                        | 1929  | 1962      | Fachmarketing-Publikation |
| Hochparterre                                                   | Zeitschrift für Architektur und Design | | Hochparterre AG Verlag für Architektur, Planung und Design                                                    | Zürich                                 | 1988  | 2020      | Digitalisate Link |
| H.O.M.E.                                                       | Das Designmagazin für moderne Lebensräume | Angelika Müller, Alexander Geringer                                                                     | Ahead Media                                                                                                   | Wien                                   | 2008  |           | Link |
| Das ideale Heim                                                | Schweizerische Monatsschrift für Haus, Wohnung, Garten (später: Magazin für Architektur, Design und Wohnkultur) | Henri Schmid, Leo Schmon                                                                                | Schönenberger                                                                                                 | Winterthur                             | 1927  |           | Link |
| Der Industriebau                                               | Monatsschrift für die künstlerische und technische Förderung aller Gebiete industrieller Bauten einschließlich des Handels und Gewerbes, der Bauten des Staates und der Städte, der Wohlfahrt, des Kleinwohnungswesens, sowie aller Ingenieur-Bauten | Emil Beutinger, Hans Heckner                                                                            | Carl Scholtze                                                                                                 | Leipzig                                | 1909  | 1931      | Digitalisate der Jahrgänge 5.1914-7.1916 u. 9.1918-13.1922 |
| Die Innenarchitektur                                           | Zeitschrift für Ausbau, Einrichtung, Form und Farbe | | Ernst Heyer                                                                                                   | Essen                                  | 1953  | 1960      | mit der unregelmäßig erschienenen Beilage Die neue Form |
| Innendekoration                                                | Das behagliche Heim, Die gesamte Wohnungskunst in Wort und Bild | Alexander Koch                                                                                          | Alexander Koch                                                                                                | Darmstadt                              | 1890  |           | 1946-1971: Architektur und Wohnform; danach: AIT – Architektur, Innenarchitektur, Technischer Ausbau Digitalisate Link                                                               |
| Insitu                                                         | Zeitschrift für Architekturgeschichte | Udo Mainzer                                                                                             | Wernersche Verlagsgesellschaft                                                                                | Worms                                  | 2009  |           | |
| Das Interieur                                                  | Wiener Monatshefte für angewandte Kunst | Ludwig Abels                                                                                            | Kunstverlag Anton Schroll&Co.                                                                                 | Wien                                   |       | 1914      | Digitalisate |
| Journal für die Baukunst                                       | in zwanglosen Heften | August Crelle                                                                                           | Verlag Georg Reimer                                                                                           | Berlin                                 | 1829  | 1851      | Digitalisate |
| Karton                                                         | Architektur im Alltag der Zentralschweiz | Gerold Kunz et al.                                                                                      | | Ebikon                                 | 2004  |           | Link Digitalisate |
| Keramik am Bau                                                 | | Wilfriede Holzbach, Werbestelle der keramischen Wand- und Bodenindustrie                                | Albin Klein                                                                                                   | Gießen                                 | 1955  | 1963      | Fachmarketing-Publikation |
| Kleine Architekturen und Details                               | Eine Sammlung kleiner Villen und Wohnhäuser, Aufnahmen nach der Natur in Lichtdruck nebst Grundrissen | Robert Mühlberg                                                                                         | Kanter & Mohr                                                                                                 | Berlin                                 | 1895  |           | Mappenwerk Digitalisate |
| KS Neues                                                       | Neues Bauen in Kalksandstein | Klaus Kinold                                                                                            | Kommissionsverlag G. Braun                                                                                    | Karlsruhe                              | 1969  | 1998      | Fachmarketing-Publikation |
| Kultur im Heim                                                 | | Ernst K. Stein, Werner Sütterlin                                                                        | Verlag Die Wirtschaft                                                                                         | Berlin                                 | 1957  | 1990      | begonnen als Sonderheft von Möbel und Wohnraum↑ Nachfolgezeitschrift: Neues Wohnen (1991–2004)                                                                                       |
| Die Kunst und das schöne Heim                                  | Monatshefte für freie und angewandte Kunst | | F. Bruckmann                                                                                                  | München                                | 1885  | 1988      | 1900 als Die Kunst hervorgegangen aus Kunst für Alle (1885) und Dekorative Kunst (1897), 1930 vereinigt mit Das Schöne Heim zu Die Kunst und das schöne Heim Digitalisate            |
| Kunst und Kirche                                               | Ökumenische Zeitschrift für Architektur und Kunst auch: Magazin für Kritik, Ästhetik und Religion bis 1971: Vierteljahreszeitschrift für Kirchenbau und Kirchliche Kunst | Arbeitsausschuss des Evangelischen Kirchbautages, Diözesan-Kunstverein Linz, Günter Rombold (1991–1999) | Springer | Berlin                                 | 1924  |           | Vierteljahresschrift, darin 1971 aufgegangen die seit 1860 bestehenden Christlichen Kunstblätter Link                                                                                |
| Das Kunstblatt                                                 | Monatsschrift für künstlerische Entwicklung in Malerei, Skulptur, Baukunst, Kunsthandwerk | Paul Westheim                                                                                           | Hermann Reckendorf                                                                                            | Berlin                                 | 1917  | 1933      | Verlagsangabe auch Akademische Verlagsgesellschaft Athenaion, Wildpark bei Potsdam                                                                                                   |
| Kunstgewerbeblatt                                              | Vereinsorgan der Kunstgewerbevereine Berlin, Dresden, Düsseldorf, Elberfeld, Frankfurt am Main, Hamburg, Hannover, Karlsruhe in Baden, Königsberg in Preußen, Leipzig, Magdeburg, Pforzheim und Stuttgart | Arthur Papst                                                                                            | E. A. Seemann                                                                                                 | Leipzig                                | 1885  | 1917      | Digitalisate |
| Die Kunst und das schöne Heim                                  | Monatsschrift für Malerei, Plastik, Graphik, Architektur und Wohnkultur | | Bruckmann Verlag                                                                                              | München                                | 1930  | 1985      | Digitalisate |
| Der Kunstwart                                                  | Rundschau über alle Gebiete des Schönen ab 1898: Halbmonatsschau über Dichtung, Theater, Musik, bildende und angewandte Kunst | Ferdinand Avenarius (1887–1923), Wolfgang Schumann (1924–1925), Hermann Rinn (1931–1937)                | Georg D. W. Callwey                                                                                           | München                                | 1887  | 1937      | auch: Kunstwart und Kulturwart, von Oktober 1915 bis März 1919: Deutscher Wille Digitalisate                                                                                         |
| Die Kunstwelt                                                  | Monatsschrift für die Bildende Kunst | Felix Lorenz                                                                                            | Weise & Co.                                                                                                   | Berlin                                 |       |           | mit Beiträgen zur Architektur |
| LAMA                                                           | das lösungsorientierte Architekturmagazin | Ramona Kraxner u.a.                                                                                     | | Graz                                   | 2019  | 2023      | halbjährlich |
| Magazin für Haus und Wohnung                                   | | | Verlag für Bauwesen                                                                                           | Berlin                                 | 1962  | 1991      | |
| md                                                             | moebel interior design | | Konradin-Verlag                                                                                               | Stuttgart                              | 1954  |           | Link |
| Mein Eigen Heim                                                | Mitteilungsblatt der Bausparkasse Gemeinschaft der Freunde Wüstenrot | Ernst Ebener                                                                                            | | Ludwigsburg                            | 1923  |           | Link |
| Mein Heim                                                      | Monatshefte für Baukunst, Raumkunst, Werkkunst und Wohnkultur | Oswald Richter                                                                                          | Alfred-Bayer Lithos GmbH                                                                                      | Karlsbad                               |       | 1932      | Digitalisate |
| Metamorphose                                                   | Bauen im Bestand | Christian Schönwetter                                                                                   | Konradin Verlag                                                                                               | Leinfelden-Echterdingen                | 2006  | 2012      | vierteljährlich; in db ↑ aufgegangen Link |
| Mitteldeutsche Bau-Zeitung                                     | | | | Leipzig                                | 1902  |           | 1929? vereinigt mit Ostdeutsche Bau-Zeitung |
| Der Modelleur und Bildhauer                                    | Zeitschrift für plastische Bauornamente später: Zeitschrift für plastische Arbeiten aller Art | Richard Landé                                                                                           | Duncker später: Kanter & Mohr                                                                                 | Leipzig Berlin                         | 1895  | 1905      | |
| Möbel und Wohnraum                                             | Fachzeitschrift für den Möbel- und Bautischler in Industrie und Handwerk | | VEB Fachbuchverlag                                                                                            | Leipzig                                | 1946  | 1987      | |
| Moderne Architektur                                            | Ausgeführte städtische Wohngebäude, Geschäfts- und Einfamilienhäuser, Villen mit ihren Nebenbauten, interessante Details und Innenansichten, Holz- und Zierbauten, Grundrisse etc. etc. in farbiger Darstellung | André Lambert, Eduard Stahl                                                                             | Konrad Wittwer                                                                                                | Stuttgart                              | 1891  |           | Mappenwerk Digitalisat |
| Moderne Architekturen                                          | Eine Sammlung ausgeführter Wohn-u.Geschäftshäuser, Villen, Einfamilienhäuser in moderner Ausführung von bedeutenden Architekten | Wilhelm Kick                                                                                            | Architektur-Verlag von Wilh. Kick                                                                             | Stuttgart                              | 1905  | 1907      | Mappenwerk Digitalisat |
| Moderne Bauformen                                              | Monatshefte für Architektur und Raumkunst | C. H. Baer                                                                                              | Julius Hoffmann                                                                                               | Stuttgart                              | 1901  | 1944      | Digitalisate |
| Moderne Baukunst                                               | | Oskar Grüner                                                                                            | Friedrich Wolfrum                                                                                             | Wien / Leipzig                         | 1905  |           | Mappenwerk (mindestens 2 Serien erschienen) |
| Die moderne Baupraxis                                          | Mustergültige Originalentwürfe für den praktischen Gebrauch des Architekten und Baumeisters | | Friedrich Wolfrum                                                                                             | Wien / Leipzig                         | 1900  |           | Mappenwerk |
| Moderne Neubauten                                              | Illustrierte Blätter für Architektur | Wilhelm Kick                                                                                            | Carl Ebner | Stuttgart                              | 1894  | 1904      | Mappenwerk |
| Modulor                                                        | Architektur neu lesen | Valentin Kaelin                                                                                         | Studio M AG                                                                                                   | Zürich                                 | 2007  |           | Link |
| Monatshefte für Baukunst und Städtebau                         | | | Bauwelt-Verlag                                                                                                | Berlin                                 | 1916  |           | |
| Monumente                                                      | Magazin für Denkmalkultur in Deutschland | Friedrich Ludwig Müller                                                                                 | Deutsche Stiftung Denkmalschutz                                                                               |                                        | 1991  |           | Jahresregister ab 2006 |
| Münchener bürgerliche Baukunst der Gegenwart                   | Eine Auswahl von charakteristischen öffentlichen und privaten Neubauten | Hans Grässel                                                                                            | Verlag von Louis Werner                                                                                       | München                                | 1898  | 1904      | Mappenwerk Digitalisate |
| Das Münster                                                    | Zeitschrift für christliche Kunst und Kunstwissenschaft | Hugo Schnell, Albrecht Weiland                                                                          | Verlag Schnell & Steiner                                                                                      | München, Regensburg                    | 1947  |           | Erscheinung quartalsweise Link |
| nBau                                                           | Nachhaltig Bauen | Dr. Bernhard Hauke                                                                                      | Ernst&Sohn | Berlin                                 | 2022  |           | zweimonatlich Link |
| Neudeutsche Bauzeitung                                         | Illustrierte Wochenschrift für Architektur und Bautechnik, Organ des Bundes Deutscher Architekten | Ludwig von Weckbecker, Walter Kornick                                                                   | Degener | Leipzig                                | 1908  | 1922      | |
| Neue Architektur                                               | Eine Auswahl der beachtenswertesten Neubauten moderner Richtung, aus Deutschland und Österreich | | Friedrich Wolfrum                                                                                             | Wien / Leipzig                         | 1900  |           | Mappenwerk Digitalisate |
| Der Neubau                                                     | Halbmonatsschrift für Baukunst, Wohnungs- und Siedlungswesen | Emil Fader                                                                                              | Wilhelm Ernst & Sohn                                                                                          | Berlin                                 | 1918  | 1929      | |
| Der Neubau                                                     | Zeitschrift für Architektur und Kunst | | Bauverlag | Berlin                                 | 1947  |           | |
| Neue Baukunst                                                  | Zeitschrift für Architektur, Raumkunst und verwandte Gebiete | Maximilian Maul                                                                                         | Maximilian Maul                                                                                               | Berlin                                 | 1924  | 1931      | Erschienen bis 7. Jg., 1931, H. 1. Vorbereitetes H. 2 nur als Sonderdruck (Digitalisat) erhalten.                                                                                    |
| Die neue Stadt                                                 | Internationale Monatsschrift für architektonische Planung und städtische Kultur | | Weissbach, Fink                                                                                               | Heidelberg, Zürich                     | 1932  | 1934      | Fortführung von Das Neue Frankfurt ↑ Digitalisate |
| Die neue Stadt                                                 | Monatsschrift für Architektur und Städtebau | Christoph Ecke                                                                                          | Verlag für Architektur und Städtebau                                                                          | Frankfurt am Main                      | 1947  | 1953      | |
| Neue Raumkunst                                                 | | Eduard May, Otto Listemann                                                                              | Verlag „Neue Raumkunst“ GmbH                                                                                  | Berlin                                 |       | 1910      | nur zwei Jahrgänge erschienen? |
| Das Neue Frankfurt                                             | Monatsschrift für die Fragen der Großstadt-Gestaltung | | Englert & Schlosser                                                                                           | Frankfurt am Main                      | 1926  | 1933      | ab 1932 als die neue stadt, internationale monatsschrift für architektonische planung und städtische kultur Digitalisate                                                             |
| opus C                                                         | Architektur & Design mit Beton | Juergen Glaesle                                                                                         | ad-media | Köln                                   | 2010  |           | Fachmarketing-Publikation, zweimonatlich Link |
| Ostdeutsche Bau-Zeitung                                        | | Artur Just, Martin Preuß                                                                                | Paul Steinke                                                                                                  | Breslau                                | 1902  | 1937      | vor 1937 vereinigt mit Mitteldeutsche Bau-Zeitung (Leipzig) Digitalisate |
| Öko-Haus                                                       | Magazin für Bauen, Wohnen, Renovieren | | Öko-Test Verlag                                                                                               | Frankfurt a. M.                        | 1998  | 2001      | quartalsweise |
| Österreichische Bauzeitung (1939–1942: Ostmark-Bau-Zeitung)    | | | Österreichischer Wirtschaftsverlag                                                                            | Wien                                   | 1925  |           | 14-täglich Link |
| Österreichs Bau- und Werkkunst                                 | | | Krystall Verlag                                                                                               | Wien                                   | 1924  | 1927      | Digitalisate |
| Perspektiven – der Aufbau                                      | Magazin für Stadtgestaltung und Lebensqualität | | Compress | Wien                                   | 1988  | 2016      | |
| Planen und Bauen                                               | Technisch-wissenschaftliche Zeitschrift für das Bauingenieurwesen | Kammer der Technik                                                                                      | Verlag Technik                                                                                                | Berlin                                 | 1947  | 1968      | Neue Folge von Bauplanung und Bautechnik |
| Populäre Bauzeitung                                            | für Zimmerleute, Maurer, Schlosser, Tischler, Bildhauer, Dachdecker, Tüncher, Stuccatur- und Cement-Arbeiter, Ofensetzer, Straßenpflasterer, Ziegler, Kalkbrenner und Brunnenmeister, sowie für Maschinen-, Mühlen- und Treppenbau, artesische Brunnen u.s.w., ingleichen für Lackirer, Vergolder, Decorateure, Stubenmaler und Tapezirer | August W. Hertel                                                                                        | Voigt | Weimar                                 | 1853  | 1856      | |
| polis                                                          | Zeitschrift für Architektur und Stadtentwicklung später: Magazin für Urban Development | Johannes Busmann                                                                                        | Verlagsgesellschaft Müller + Busmann                                                                          | Wuppertal                              | 1990  |           | vierteljährlich (anfangs unregelmäßig, teilweise in Doppelheften) Link |
| Portal                                                         | Die Architekten-Information von Hörmann | | Hörmann KG | Steinhagen                             | 2004  |           | Fachmarketing-Publikation Link |
| Der Privatarchitekt                                            | Zeitschrift für Baukunst, Baugewerbe und Kunsthandwerk | | Kurt Pesch | Leipzig                                | 1926  | 1941?     | |
| Privat- und Gemeindebauten                                     | Eine Sammlung leicht ausführbarer Häuser für Handwerker und Geschäftsleute sowie Communalbauten aller Art | Hermann Bethke, André Lambert, Eduard Stahl                                                             | Kanter & Mohr später Konrad Wittwer?                                                                          | Berlin Stuttgart?                      | 1890  |           | Mappenwerk, 6 Folgen |
| Der Profanbau                                                  | Zeitschrift für Geschäftshaus-, Industrie- und Verkehrsbauten, Wohnhäuser und Villen | Hugo Licht                                                                                              | Verlag von J. J. Arnd                                                                                         | Leipzig                                | 1904  | 1922/1923 | |
| Die Pyramide                                                   | Internationale Monatshefte für Baukunst, Raumkunst, Werkkunst | Herbert von Oelsen                                                                                      | Siebenstäbe                                                                                                   | Berlin                                 | 1928  | 1930      | vormals Wohnungskunst / Raumkunst |
| Die Raumkunst                                                  | Halbmonatshefte für Kritik und Gestaltung in der Baukunst und verwandten Gebieten | Walter Riezler, Fr. Geiger                                                                              | | München                                | 1908  | 1909      | April 1909 in der Wohnungskunst ↑ aufgegangen |
| Raum und Wohnen                                                | Das Schweizer Magazin für Architektur, Wohnen und Design | | Etzel-Verlag AG                                                                                               | Cham                                   | 1984  |           | Link |
| Sammel-Mappe hervorragender Concurrenz-Entwürfe                | | Karl Emil Otto Fritsch                                                                                  | Ernst Wasmuth                                                                                                 | Berlin                                 | 1880  | 1898      | Mappenwerk |
| Sammlung architektonischer Entwürfe                            | Enthaltend theils Werke welche ausgeführt sind theils Gegenstände deren Ausführung beabsichtigt wurde | Karl Friedrich Schinkel                                                                                 | Wittich, Duncker & Humblot                                                                                    | Berlin                                 | 1819  | 1840      | bedeutendes Mappenwerk (mit 29 Lieferungen) Digitalisate |
| Schöner Wohnen                                                 | | Josef Kremerskothen, Bettina Billerbeck (seit 2013)                                                     | Gruner + Jahr                                                                                                 | Hamburg                                | 1960  |           | Link Digitalisate |
| Die Schweizerische Baukunst                                    | | | Wagnersche Verlagsanstalt AG                                                                                  | Bern                                   | 1909  | 1920      | Digitalisate |
| Die Schweizerische Bauzeitung                                  | Wochenschrift für Bau-, Verkehrs- und Maschinentechnik | | Carl Gaudenz Jegher                                                                                           | Zürich                                 | 1883  | 1978      | ab 1979 Schweizer Ingenieur und Architekt, seit 2001 TEC21 Digitalisate |
| Siemens-Bauunion Mitteilungen                                  | | | Süddeutscher Verlag                                                                                           | München                                | 1949  | 1972      | Fachmarketing-Publikation |
| Stadt                                                          | Zeitschrift für Wohnungs- und Städtebau | Unternehmensgruppe Neue Heimat (Heinrich Plett), Ernst May                                              | Heine | Lübeck                                 | 1949  | 1985      | |
| Stadtbaukunst                                                  | alter und neuer Zeit | Cornelius Gurlitt, Bruno Taut (bis Heft 14) und Bruno Möhring                                           | Architekturverlag „Der Zirkel“                                                                                | Berlin                                 | 1920  | 1931      | halbmonatlich, später monatlich Link |
| Stadtbauwelt                                                   | | | Bauwelt-Verlag                                                                                                | Berlin / Frankfurt am Main / Gütersloh | 1964  |           | vierteljährliche Spezialausgabe der wöchentlich erscheinenden Bauwelt Link |
| Der Städtebau                                                  | Monatsschrift für die künstlerische Ausgestaltung der Städte nach ihren wirtschaftlichen, gesundheitlichen und sozialen Grundsätzen | Theodor Goecke, Camillo Sitte                                                                           | Ernst Wasmuth                                                                                                 | Berlin                                 | 1902  | 1916      | später in Wasmuths Monatshefte für Baukunst aufgegangen Digitalisate |
| Stadt + Grün bis 1996 Das Gartenamt                            | | Robert Zander, Dieter Hennebo                                                                           | Patzer Verlag                                                                                                 | Berlin                                 | 1952  |           | Link |
| Stahl und Form                                                 | | Beratungsstelle für Stahlverwendung                                                                     | Architektur Dokumentation                                                                                     | München                                | 1963  | 1997      | Fachmarketing-Publikation |
| Stavba                                                         | Mesícník pro stavební umení | J. R. Marek et al.                                                                                      | | Prag                                   | 1922  | 1938      | mit deutschsprachigen Inhalten, extrem selten |
| Süddeutsche Bauhütte                                           | Illustrierte Zeitschrift für Hoch- und Tiefbau und das gesamte Baugewerbe, Bayerisches Submissionsblatt | Alexander Heilmeyer                                                                                     | Carl Haushalter später: Georg D. W. Callwey                                                                   | München                                | 1899  |           | bis mindestens 1913 nachweisbar |
| Süddeutsche Bauzeitung                                         | Verkündigungsblatt des Bayerischen Architekten- und Ingenieur-Vereins, des Architekten- und Ingenieur-Vereins Mannheim-Ludwigshafen, der akademischen Architekten-Vereine in München und Darmstadt etc. | Franz Zell                                                                                              | Süddeutsche Verlagsanstalt                                                                                    | München                                | 1890  | 1923      | 1923 vereinigt mit Die Bauzeitung ↑ |
| Umbau                                                          | | Österreichische Gesellschaft für Architektur, Adolf Krischanitz                                         | Birkhäuser Verlag                                                                                             | Basel                                  | 1979  |           | jährlich Link |
| Umbauen + Renovieren                                           | Das Schweizer Magazin für Modernisierung | Britta Limper                                                                                           | Archithema Verlag                                                                                             | Schlieren                              | 1986  |           | zweimonatlich Link |
| Die Volkswohnung                                               | Zeitschrift für Wohnungsbau und Siedlungswesen | Walter Curt Behrendt                                                                                    | Wilhelm Ernst & Sohn                                                                                          | Berlin                                 | 1919  |           | min. -1923 |
| Villa                                                          | Für das schöne Leben drinnen und draußen | Klaus Dahm                                                                                              | Hubert Burda Media                                                                                            | Offenburg                              | 2021  | 2023      | quartalsweise, höchstens 6 Ausgaben erschienen |
| VORteile                                                       | Das Backstein-Magazin | Zweischalige Wand Marketing e. V.                                                                       | Kopfkunst | Münster                                | 2009  |           | Fachmarketing-Publikation halbjährlich Link |
| Wasmuths Monatshefte für Baukunst                              | | | Ernst Wasmuth                                                                                                 | Berlin                                 | 1916  | 1932      | Nachfolger von Architektonische Rundschau; 1932 in der Bauwelt ↑ aufgegangen Digitalisate                                                                                            |
| Das Werk                                                       | Schweizer Monatsschrift für Architektur, Kunst, Künstlerisches Gewerbe | | Druckerei Winterthur AG                                                                                       | Winterthur                             | 1913  | 1976      | fortgesetzt als Werk, Bauen + Wohnen ↑ Digitalisate |
| Werk, Bauen und Wohnen                                         | Zeitschrift für Architektur und Städtebau | Ulrike Jehle-Schulte Strathaus, Jean-Claude Steinegger                                                  | | Zürich                                 | 1980  |           | Fortsetzung von: Das Werk (1914–1942), Werk (1943–1976), werk-archithese (1977–1979).Link, Digitalisate                                                                              |
| Werk und Kunst                                                 | Bau, Raum, Gerät, Erziehung | Reichsverband für deutsche Werkkunst                                                                    | Wilhelm Diebener GmbH                                                                                         | Leipzig                                | 1929  | 1931      | |
| wettbewerbe aktuell                                            | Fachzeitschrift für Architekten, Landschaftsarchitekten, Stadtplaner, Ingenieure | Thomas Hoffmann-Kuhnt                                                                                   | wettbewerbe aktuell Verlagsgesellschaft mbH                                                                   | Freiburg i. Br.                        | 1971  |           | Link |
| Der Wiederaufbau ab 1963: Der Aufbau                           | Bürger und Stadt ab 2008: Forum für Stadtentwicklung und Regionalplanung | Aufbaugemeinschaft Bremen e. V.                                                                         | | Bremen                                 | 1947  |           | Digitalisate |
| Wochenblatt für Baukunde                                       | Organ der Architekten- und Ingenieur-Vereine von Bayern, Elsass-Lothringen, Frankfurt am Main, Mittelrhein, Niederrhein-Westfalen, Ostpreußen und Württemberg, Verkündungsblatt des Verbandes Deutscher Architekten- und Ingenieur-Vereine | Friedrich Scheck                                                                                        | | Frankfurt am Main                      | 1885  | 1890?     | Vorgänger: Wochenblatt für Architekten und Ingenieure und Zeitschrift für Baukunde (bis 1884), Digitalisate                                                                          |
| Wohn!Design                                                    | Magazin für Architektur, Design und Kunst | Stephan Demmrich                                                                                        | Good Life Publishing GmbH                                                                                     | Stuttgart                              | 1993  |           | Erscheinung zweimonatlich Link |
| Wohnen und Bauen                                               | | Intern. Verband für Wohnungswesen                                                                       | Helingsche Verlagsanstalt                                                                                     | Leipzig                                | 1929  | 1936      | halbjährlich, dreisprachig |
| Wohnen & Garten                                                | Die schönsten Ideen für drinnen und draußen | Andrea Kögel (bis 2023), Miriam Sievert                                                                 | Hubert Burda Media                                                                                            | Offenburg                              | 2000  |           | Link |
| Die Wohnung                                                    | Zeitschrift für das gesamte Wohnungswesen | | Österreichische Gesellschaft für Wohnungswirtschaft und Siedlungswesen                                        | Wien                                   | 1949  | 1952      | |
| Die Wohnung der Neuzeit                                        | Münchner Illustrierte Monatshefte für Wohnungskunst, Hausbau und verwandte Gebiete. | | Rosipalhaus                                                                                                   | München                                | 1910  |           | Fachmarketing-Publikation, min. 4 Ausgaben |
| Wohnungskunst                                                  | Das bürgerliche Heim, Illustrierte Halbmonatshefte für Wohnungskunst, Innen-Architektur und Kunstgewerbe | Paul Klopfer, Hans Dietrich Leipheimer, F. Rosenbaum, F. und M. Maul                                    | Schröder & Freund GmbH / Verlag der Wohnungskunst                                                             | Darmstadt / Zürich                     | 1909  | 1921      | 1909 vereinigt mit der Münchner Halbmonatsschrift Die Raumkunst, Neue Folge 1928–1930 als Die Pyramide ↑                                                                             |
| xia intelligente architektur                                   | | Friedrich Dassler                                                                                       | Verlagsanstalt Alexander Koch                                                                                 |                                        | 1994  | 2018      | Erscheinung quartalsweise 2018 aufgegangen in AIT ↑ Link |
| Zeitschrift des Architekten- und Ingenieur-Vereins zu Hannover | | Architekten- und Ingenieur-Verein Hannover, Carl Wolff                                                  | Schmorl & von Seefeld                                                                                         | Hannover                               | 1851  | 1921      | ab 1896: Zeitschrift für Architektur und Ingenieurwesen |
| Zeitschrift für Bauwesen                                       | mit Tafelbänden unter dem Titel Atlas zur Zeitschrift für Bauwesen | preußisches Ministerium der öffentlichen Arbeiten                                                       | Wilhelm Ernst & Sohn                                                                                          | Berlin                                 | 1851  | 1931      | ab 1931 vereinigt mit Zentralblatt der Bauverwaltung Digitalisate |
| Zeitschrift für das Baugewerbe                                 | | Friedrich Ludwig Haarmann                                                                               | Carl Marhold Verlagsbuchhandlung                                                                              | Halle (Saale)                          | 1857  |           | begründet als Zeitschrift für Bauhandwerker |
| Zeitschrift für Geschichte der Architektur                     | | Fritz Hirsch                                                                                            | Winter | Heidelberg                             | 1907  | 1928      | Digitalisate |
| Zeitschrift für praktische Baukunst                            | Zur Verbreitung gemeinnütziger Kenntnisse im Gebiete des gesammten Bauwesens, sowie der neuesten Erfindungen und Entdeckungen der Baukunst im ausgedehntesten Sinne und in den bauwissenschaftlichen Gewerben überhaupt, zunächst für Architekten, Ingenieure, Bauherren, Baumeister, Maurer- und Zimmermeister, Steinmetzen und Eisenarbeiter überhaupt, Bautischler, Töpfer, Stuccatoren und Gypser, sowie für die, welche mit Baumaterialien handeln | Andreas Romberg, Oskar Mothes                                                                           | Romberg’s Verlag ab 1863: Allgemeine Deutsche Verlagsanstalt                                                  | Leipzig                                | 1840  | 1881      | 1882 fortgesetzt als Deutsches Baugewerksblatt↑ Digitalisate |
| Zentralblatt der Bauverwaltung                                 | | Otto Sarrazin, Hermann Eggert                                                                           | Ernst & Korn Wilhelm Ernst & Sohn                                                                             | Berlin                                 | 1881  | 1931      | bis 1902: Centralblatt der Bauverwaltung Digitalisate thematisch fortgesetzt ab 1952 durch Die Bauverwaltung                                                                         |
| Zentralblatt für Industriebau                                  | | Ulrich Frieß                                                                                            | Curt R. Vincentz                                                                                              | Hannover                               | 1954  |           | 2003 fortgesetzt als industrieBAU bei der Forum Media Group, München Link |
| zuhause                                                        | Wohnung, Haus und Garten | Gerd Mesecke                                                                                            | Jahreszeiten Verlag                                                                                           | Hamburg                                | 1967  |           | später: Zuhause Wohnen |
| Zuschnitt                                                      | Fachzeitschrift über Holz als Werkstoff und Werke aus Holz | Anne Isopp                                                                                              | ProHolz Austria                                                                                               | Wien                                   | 2001  |           | Fachmarketing-Publikation Link |